# NGC 954
NGC 954 este o galaxie spirală situată în constelația Eridanul. A fost descoperită în 5 septembrie 1834 de către John Herschel. Se află la o distanță de 66,07 de megaparseci de Pământ.